# Don Percassi
Don Percassi (Amsterdam (New York), ...) è un ballerino, cantante e attore statunitense.
È noto soprattutto come interprete di musical a Broadway, Londra, Washington e diversi tour statunitensi. Tra le sue numerose apparizioni teatrali si ricordano:West Side Story (Londra, 1958), High Spirits (Broadway, 1964), Walking Happy (Broadway, 1966), Coco con Katherine Hepburn (Broadway, 1969), Sugar (Broadway, 1972), Molly (Broadway, 1973), Mack and Mabel (Broadway, 1974), A Chorus Line (Broadway, 1975; tour statunitense, 1976), 42nd Street (Broadway, 1980) e 70, Girls, 70 (Mufti, 2000).

## Filmografia
- Come d'incanto (Enchanted), regia di Kevin Lima (2007)